# Kamil Dvořák
Kamil Dvořák (* 30. dubna 1978) je bývalý český fotbalový záložník.

## Hráčská kariéra
V České republice hrál např. za SK Hostivař, TJ Sokol Libiš a TJ Pfeifer Chanovice a v sezonách 1996/97, 1997/98 a 1998/99 nastupoval za Spolanu Neratovice v jedné ze skupin třetí nejvyšší soutěže. V letech 2000–2002 působil v maltském klubu Valletta FC, se kterým v sezoně 2000/01 získal šest trofejí (mistrovský titul, vítězství v maltském poháru, Superpoháru, Löwenbrau Cupu, Air Malta Centenary Cupu a Super 5 Cupu). Od sezony 2003/04 hrál nižší rakouské soutěže.

### Evropské poháry
V dresu Valletta FC zaznamenal pět startů v evropských pohárech, aniž by skóroval – dva v srpnu 2000 proti chorvatské Rijece (předkolo Poháru UEFA 2000/01), dva v červenci 2001 proti finskému klubu Haka Valkeakoski (předkolo Ligy mistrů UEFA 2001/02) a jeden v červnu 2002 proti albánské Teutě Drač (Pohár Intertoto 2002).

### Ligová bilance
| Ročník                           | Zápasy | Góly | Minuty | Klub                  |
| -------------------------------- | ------ | ---- | ------ | --------------------- |
| ČFL 1996/97                      | –      | 0    | –      | SK Spolana Neratovice |
| ČFL 1997/98                      | –      | 0    | –      | SK Spolana Neratovice |
| ČFL 1998/99                      | –      | 0    | –      | SK Spolana Neratovice |
| I. liga 2000/01                  | 24     | 5    | –      | Valletta FC           |
| I. liga 2001/02                  | 25     | 6    | 2 222  | Valletta FC           |
| CELKEM I. LIGA                   | 49     | 11   | –      |                       |
| CELKEM III. LIGA – ČFL (do 1999) | –      | 0    | –      |                       |